# Аргир, Исаак
Исаак Аргир (греч. Ἰσαὰκ ὁ Ἀργυρός; между 1300 и 1310 — около 1375) — византийский математик, астроном и богослов XIV века.

## Биография
Родился между 1300 и 1310 годами, по всей видимости, во Фракии. Был учеником Никифора Григоры.
В 60-70-х годы XIV века стал известен как ведущий византийский поборник астрономии Птолемея. Отталкиваясь от птолемеевских таблиц «Альмагест» (привязанных к древнеегипетскому календарю и долготе Александрии), написал сочинения по астрономии «Составление новых таблиц» и «Составление новых таблиц сближений и противостояний (Солнца и Луны)», в которых он пересчитал средние величины движения Солнца, Луны и других планет для римского календаря на долготе Константинополя. Вскоре после опубликования эти таблицы подверг критике Иоанн Аврамий.
В 1367—1368 годах Аргир написал трактат об астролябии, подражая похожему трактату Никифоры Григоры. В конце 1372 года написал сочинение о таблицах для астрономических вычислений и составления календаря, котором упомянул, что в 1318 году он жил в Эносе во Фракии. Написал также схолии к сочинениям Теона Александрийского.
Несмотря на предположения некоторых историков, Аргир не является автором анонимных «Инструкций к персидским таблицам». Труды Аргира по математике включают работу о квадратных корнях «неквадратных» чисел; трактат, основанный на «Геометрии» Герона, относительно превращения неправильных треугольников в правильные и других вопросов геометрии, написанный в 1367—1368 годах; трактат «Геодезический метод», также основанный на трудах Герона. Кроме того, перу Аргира принадлежат схолии к «Географии» Птолемея, опубликованные вместе с Птолемеевой «Гармоникой».
Вместе с Никифором Григорой поддерживал Варлаама Калабрийского в его спорах с паламитами. Написал три трактата против Григория Паламы, содержащих в том числе критику идеи о Фаворском свете.